# 森賴斯 (明尼蘇達州)
森賴斯（英語：Sunrise）是位於美國明尼蘇達州奇薩戈縣森賴斯鎮區的一個非建制地區。

## 地理
森賴斯所處的海拔為高於海平面248米（即814英呎），而該地所採用的時區為UTC-6，即北美中部時區（CST）。同時該地設有夏令時間，為UTC-6調快一小時，即UTC-5（CDT）。